# Cephalotes decoloratus
Espèce
Cephalotes decoloratus est une espèce de fourmis arboricoles du genre Cephalotes,.

## Distribution
Cette espèce est native de l'île d'Hispaniola (Haïti et République Dominicaine).

## Description
Comme les autres espèces du genre Cephalotes, elles sont caractérisées par l'existence de soldats spécialisés dotés d'une tête surdimensionnée et plate ainsi que des pattes plus plates et plus larges que leurs cousines terrestres. Elles peuvent ainsi se déplacer d'un arbre à un autre dans une forêt.

## Systématique
L'espèce Cephalotes decoloratus a été décrite en 1999 par l'entomologiste brésilienne Maria Lourdes de Andrade (d) dans une publication coécrite avec l'entomologiste italien Cesare Baroni Urbani (d).

## Étymologie
Son épithète spécifique, du latin decoloratus, « pâle », synonyme de pallens, « pâle », épithète spécifique de Cephalotes pallens, l'espèce avec laquelle Cephalotes decoloratus a été précédemment confondue.

## Publication originale
- (en) Maria L. de Andrade et Cesare Baroni Urbani, « Diversity and adaptation in the ant genus Cephalotes, past and present (Hymenoptera, Formicidae) », Stuttgarter Beiträge zur Naturkunde (B), Musée d'histoire naturelle de Stuttgart, vol. 271,‎ 29 janvier 1999, p. 1-889 (ISSN 0341-0153, lire en ligne).